# Hydraena madronensis
Hydraena madronensis är en skalbaggsart som beskrevs av Castor, García och Ferreras 2000. Hydraena madronensis ingår i släktet Hydraena och familjen vattenbrynsbaggar. Inga underarter finns listade i Catalogue of Life.